# Ametyst
Ametyst je minerál, odrůda křemene různých odstínů fialové barvy. Ametyst je počítán mezi drahé kameny, je oblíbeným materiálem pro výrobu různých ozdob a šperků. Nachází se především v dutinách zásaditých hornin (geodách). Ametyst má celou řadu fialových odstínů, od světlých tónů až po tmavé, někdy bývá až purpurově zbarvený. Některé ametysty jsou průhledné, jiné jen průsvitné, další neprůsvitné, tzv. opakní. Kvůli svému zbarvení jsou velmi oblíbené. Na přímém slunci ztrácí barvu.

## Termín
Název může pocházet z řeckého slova amethystos = neopojivý [řec. methé = opilost], ovšem možné je i to, že kořen slova je odvozen od barvy kamene podobné barvě vína [řec. methy]. Indové nazývají ametyst Katajílá podle barvy ovoce, které připomíná barvu ametystu.

## Světová naleziště
Jako šperk měl ametyst význam už od starověku. Korále z ametystu jsou známy ze starověkých kultur civilizace Mohendžo-dara, Egypta, Sumeru a Baktrie v Afghánistánu a Tádžikistánu.
Purpurové ametysty pocházejí z Afriky, ze Srí Lanky a z Bornea. Ametyst se od 19. století exportuje hlavně z Brazílie a Uruguaye. Nádherné ametysty pocházejí z mnoha afrických zemí (Zambie, Kongo[nepřesný odkaz], Madagaskar, …), Cejlonu, Indie a mnoha dalších zemí světa.

## České a slovenské ametysty
V Českých zemích byla od středověku nejproslulejší výzdoba fialovými ametysty s bílými vyrostlicemi achátu, pocházejících z lokality Ciboušov na Klášterecku na jižním úpatí Krušných hor. Z kamenů se řezaly a leštily čtyř- až pětiboké desky; dochovaly se v obkladech kaplí sv. Kateřiny a Svatého Kříže na hradě Karlštejně a v kapli sv. Václava v katedrále sv. Víta v Praze. Písemně doložené jsou i z Karlova hradu v Tangermünde, ale nedochovaly se tam. Výzdobou kaplí pomocí těchto drahých kamenů údajně chtěl císař Karel IV. evokovat Nebeský Jeruzalém a jeho hradby podle biblického textu Vidění sv. Jana. Další teorie hovoří o meditačním účinku ametystu na mysl císaře za jeho pobytu na Karlštejně. Další ametysty dal císař vložit do Svatováclavské koruny, do zlatého korunovačního kříže a do několika relikviářů ve Svatovítském pokladu. Ametyst se na území bývalého Československa nalézá v Krušných horách, okolo Kozákova v Českém ráji, dále na Chebsku, v Jeseníkách, v Moravském krasu, na Vysočině na Žďársku a Třebíčsku (Bochovice, Hostákov, Valdíkov, Smrk aj.). Proslulé byly žezlové krystaly ametystu z dolů okolo Banské Štiavnice ve středním Slovensku.

## Význam a využití
Od počátku historie se ametyst využíval v klenotnictví, řezaly se z něj sumerské a mezopotámské pečetní válečky, a především antické (řecké i římské) gemy. Také v evropském klenotnictví a v glyptice se ametyst od středověku až do současnosti hojně využívá, proslulé jsou misky a konvice dvorských umělců Karla IV., či nádobí z dílen brusičů rodiny Miseroniů, kteří pracovali v Praze-Bubenči pro císaře Rudolfa II. a jeho dvůr. Od 19. století se dováží zejména brazilské ametysty a užívá se také barvený na černo či v kobaltové modři.
Ve starověku se ametyst používal jako talisman proti následkům nadměrného pití. Jako kámen měl probouzet bdělost vyšší mysli, zasvěcovat do tajných věd a zesilovat vyšší duševní schopnosti. V (arci)biskupských prstenech pak manifestuje duševní sílu a vnitřní mravní čistotu. Ametyst je dodnes používán pro své údajné léčebné účinky v mnoha léčitelstvích světa.

### Reference

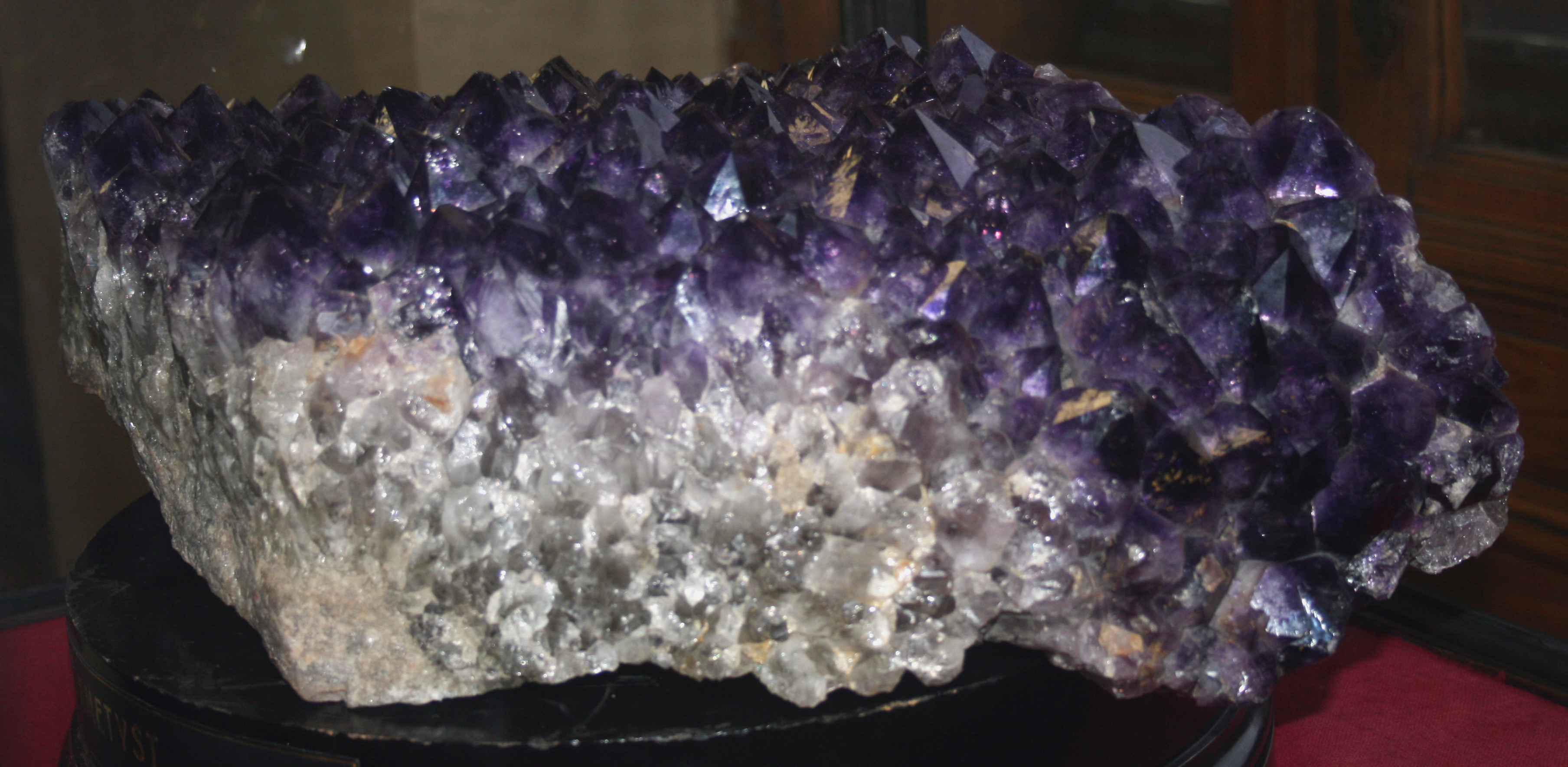
70kg drúza ametystu původem z Brazílie, nyní ve sbírkách Národního muzea v Praze